# Pirdop
Pirdop (bulharsky Пирдоп) je město ležící ve středním Bulharsku, uprostřed Zlaticko-pirdopské kotliny. Je správním střediskem stejnojmenné obštiny a má zhruba 7 tisíc obyvatel.

## Historie
Místo je osídleno od mladší doby kamenné a na území města jsou nálezy i z pozdějších dob – thrácké a římské. Ve středověku vznikl v nedalekém klášteře, který byl později zbořen, významný bulharský rukopis Pirdopský apoštol, datovaný mezi 12. a 14. století.
První písemné zmínky o sídle pocházejí z osmanského období z roku 1430 a je zaznamenáno jako Purotobabinçe. V pozdějších záznamech figuruje také jako Pirdebol nebo Protopopinci. Významnou část tehdejšího obyvatelstva tvořili vojnuci. Koncem 17. století zde fungovala klášterní škola a její žáci se účastnili Čiprovského povstání. V oné době se Pirdop postupně stával významným střediskem pastevectví a zpracování vlny a v tomto odvětví zde pracovaly stovky dělníků. V roce 1841 byli zdejší obyvatelé osvobozeni od roboty.
V roce 1840 byla otevřena škola a v ní se vyučovalo ve třídách od roku 1853 a o deset let později byla zřízena i dívčí škola. Od roku 1869 zde funguje knihovna. Město bylo osvobozeno během rusko-turecké války 27. prosince 1877 a stalo se součástí Bulharského knížectví. V té době ho v Bulharském národním shromáždění zastupovali čtyři poslanci. Nedlouho potom město začalo upadat, protože se obchodní cesty s příchodem železnice změnily a průmyslová textilní výroba účinně konkurovala místním řemeslům.

## Obyvatelstvo
Ve městě žije 7 688 stálých obyvatel a je zde trvale hlášeno 6 709 obyvatel. Podle sčítání 1. února 2011 bylo národnostní složení následující:
- Bulhaři: 6 566 (95.2 %)
- Romové: 235 (3.4 %)
- Turci: 60 (0.9 %)
- ostatní: 34 (0.5 %)